# Sigismund (Heiligenkreuz)
Sigismund OCist († Anfang 1544 in Heiligenkreuzerhof, Wien) war ein österreichischer Ordensgeistlicher.

## Leben
Sigismund war Mönch im Stift Zwettl. Er wurde 1543 zum Abt des Stiftes Heiligenkreuz postuliert. Aus finanzieller Not musste er Besitztümer des Stiftes veräußern. Aufgrund des Gerüchtes, dass Sultan Süleyman I. Wien angreifen würde, verlagerte er wertvolle Besitztümer und das Archiv in das Stift Zwettl.